# Culurgiones
Les culurgionis d'Ogliastra ou culurgiònes en langue sarde (dits également culurgiònis, culurjònes, culurjònis, culirjònis, culunjònis, culinjònis, culurzònes, en italien culurgiòne ou culurgiòni) sont les traditionnels raviolis de Sardaigne. Ils sont connus également comme angiulottus, c'est-à-dire les agnolotti et ceux à base de farce composée de pommes de terre, de fromage de brebis, d'oignons et de menthe. C'est une spécialité culinaire typique de la zone de Barbagia de l'Ogliastra. Dans le reste de l'île, différentes recettes existent, comme celle de Gallura, qui aromatise le produit avec l'écorce de citron ou d'orange.
Depuis 2015, les culurgionis d'Ogliastra bénéficient d'une IGP.

## Variantes
Le plat, selon la commune d'origine, existe en plusieurs variantes.
En Ogliastra une des six Barbagie de la province de Nuoro et dans les zones internes (parmi celles-ci Sadali, aux confins de l'Ogliastra, où l'on organise une foire de dégustation (Sagra di degustazione) au mois d'août au cours de laquelle sont préparés des culurgiones à base de pâte fraîche de semoule de blé dur et une farce à base de fromage de brebis sarde (frais d'un ou deux jours, comme à Talana, ou affiné comme dans d'autres villages), ou encore de pommes de terre, ail et menthe comme à Gairo et Ulassai ; dans ce dernier village, on met à la place du fromage de brebis su fiscidu un fromage acide mis dans la saumure, la menthe est parfois remplacée par sa nepidedda, calament népéta ou petit calament (à Jerzu), le tout fermé avec les doigts de manière à ressembler à un épi, cuits dans l'eau bouillante et assaisonnés d'huile d'olive et actuellement avec de la sauce tomate et du fromage de brebis râpé.
La fermeture en épi des deux côtés est une caractéristique des villages de Talana et Urzulei.
À Baunei, par contre, us culurgiones n'ont pas la forme classique de la fermeture en épi. Ils ont plutôt la forme classique des raviolis mais, contrairement à ces derniers, ils sont beaucoup plus grands. La fermeture traditionnelle en épi est amplement utilisée mais les culurgiones produits de cette manière sont appelés culurgiones cosiusu, c'est-à-dire « culurgiones cousus », pour les différencier justement des raviolis classiques.
Les culurzònes de la Barbagia di Ollolai, importés habituellement de l'Ogliastra, sont farcis de fromage de brebis frais et sont accompagnés de sauce tomate et de viande de porc en petits cubes, ou encore avec de sauce tomate et de saucisse fraîche, le tout assaisonné de fromage de brebis affiné et râpé.
Dans la Sardaigne méridionale et en général dans la région du Campidano, il existe d'autres recettes de culurgiones. Les raviolis sont préparés avec de la pâte fraîche de semoule de blé dur avec une farce faite de ricotta fraîche de brebis ou de chèvre, œuf et safran (et l'ajout dans certains cas de pecorino sardo, noix de muscade, blette ou épinards), additionnés après la cuisson de sauce tomate fraîche, de piments et de basilic, saupoudrés de fromage râpé (grana ou parmesan). À Teulada, par contre, on préfère une recette simple mais délicieuse avec une farce de fromage de chèvre frais (moins fréquent que celui de brebis) dans les culurgiones (culixionis en dialecte teuladino) de forme quadrangulaire. L'assaisonnement est habituellement la sauce tomate et le mets est saupoudré de fromage de chèvre affiné.

## Curiosités
Dans le village de Ulassai, jusqu'aux années 1960, la tradition voulait que les culurgiònes soient mangés exclusivement le jour des morts (sa di e ir mortos), le 2 novembre.
Dans toute l'Ogliastra et dans les villages de Sadali et Esterzili de la Barbagia di Seulo, les culurgiònis (culurxiònis oculurgiònis o culingiònis) ne sont pas considérés comme simple aliment mais un don précieux, un gage d'estime, de respect et d'amitié. Ils étaient préparés lors d'événements particuliers comme remerciements à la fin de la moisson (récolte de blé), afin d'honorer les morts, le jour de la commémoration des défunts en novembre, avec de la graisse de mouton (culurgiòni de ogliu 'e seu), pour fêter le carnaval en février, avec du saindoux (culurgioni de ogliu 'e procu). Sa spighitta, la manière typique de refermer les culurgiònis, représente l'épi de blé afin de favoriser la nouvelle récole à la fin août. Selon la tradition, les culurgiones étaient considérés comme des amulettes qui protégeaient la famille contre les décès.